# Kallugeduganahalli, Hassan
Kallugeduganahalli là một làng thuộc tehsil Hassan, huyện Hassan, bang Karnataka, Ấn Độ.